# Thorns
Thorns é uma banda norueguesa de Black Metal formada em 1989 e integrante do Inner Circle. Apesar do longo tempo de existência, a banda possui apenas um álbum gravado, sendo os demais demos.

## Biografia
O Thorns foi fundado por Snorre W. Ruch, Marius Vold e Bård Faust em 1989 inicialmente com o nome de Stigma Diabolicum. Depois que a primeira demo foi gravada, o Stigma Diabolicum começou a desmoronar e após a demo Trøndertun, Ruch continuou a banda como um projeto solo, tendo a ajuda de vários membros da cena Black Metal norueguesa. As demos Grymyrk e Trøndertun tiveram um grande impacto na cena local.
Após um longo período de silêncio, o Thorns reapareceu em 1999 com o split Thorns vs. Emperor, que consistia em antigas músicas do Thorns tocadas pelo Emperor e vice e versa. Thorns vs. Emperor serviu para apresentar o Thorns para um novo público, ignorando os antigos lançamentos da banda. Em 2001, após um longo período de espera, o Thorns lança seu primeiro álbum, com as participações de Hellhammer na bateria e Satyr e Aldrahn nos vocais.
Em Outubro de 2007, a gravadora grega Kyrk Productions lança Stigma Diabolicum, uma compilação com os materiais lançados em Grymyrk e Trøndertun e ainda as demos antigas do Stigma Diabolicum, Luna des Nocturnus e Lacus de Luna. Duas músicas (Thule e Fall) saíram de gravações de ensaio de 1991.
O sucessor do primeiro álbum foi anunciado em Setembro de 2008 e Snorre W. Ruch deu uma declaração a respeito de seu conteúdo:
A formação da banda sofreu significativas mudanças desde 2001. Snorre continua nas guitarras e Aldrahn nos vocais. O baixista Jon Wesseltoft, o guitarrista Christian Broholt e o baterista Kenneth Kapstad se juntaram a banda.
Snorre W. Ruch foi sentenciado a 8 anos de prisão por cumplicidade na morte de Euronymous. De acordo com Varg Vikernes, o assassino de Euronymous, Snorre estava no lugar errado e na hora errada.[carece de fontes?]

## Formação
| Atualmente - Snorre W. Ruch - guitarra/teclado/programação (1989-presente) - Aldrahn - vocal (2000-presente) - Jon Wesseltoft - baixo (2007-presente) - Christian Broholt - guitarra (2007-presente) - Kenneth Kapstad - bateria (2007-presente) | Ex-integrantes - Marius Vold - vocal/baixo (1989-1992) - Bård Faust - bateria (1990-1992) - Harald Eilertsen - baixo (1991-1992) | Músicos convidados - Terje Kråbøl - bateria - Ronny K. Prize - baixo - Satyr - vocal - Hellhammer - bateria |

## Discografia
| Data de lançamento | Título                         | Gravadora           |
| 1989               | Luna De Nocturnus (Demo)       | Independente        |
| 1990               | Lacus De Luna (Demo)           | Independente        |
| 1991               | Grymyrk (Demo)                 | Independente        |
| 1992               | Trøndertun (Demo)              | Independente        |
| 1998               | Thorns vs. Emperor (Split)     | Moonfog Productions |
| 2001               | Thorns (Álbum)                 | Moonfog Productions |
| 2007               | Stigma Diabolicum (Compilação) | Kyrck Productions   |